# Ратко Ж. Митровић
Ратко Ж. Митровић (Батајница, 1950) српски је новинар и књижевник.

## Биографија
Ратко Ж. Митровић, по оцу, пореклом је Црнотравац. Његов отац Живојин С. Митровић рођен је у селу Млачишту, а био је грађевински пословођа и шеф бројних градилишта у Србији на којима је радио. Па је тако Ратко осмогодишње образовање завршио у Трстенику, гимназију похађао у Трстенику, Крушевцу и Врњачкој Бањи. Након војног рока запослио се као новинар у Војно-грађевинском предузећу „Неимар“ у Београду, где је провео највише времена до пензије. Сарађивао је у више дневних, недељних и месечних листова. Истовремено радио је и као фотограф и графички дизајнер. Приповетке је почео да пише 1990. године и објављује их у књижевним часописима (Летопис Матице српске, Књижевност, Кораци, Повеља, Квартал, Међај, Свеске, Поља). Поред тога пише и романе, драме и приче за децу. Живи и ради у Београду. Брат је од стрица књижевника Радосава Стојановића.

## Награде
- Друга награда СЈОЈ-а, за збирку прича у рукопису из јеврејског живота, 1998,
- Награда „Милутин Ускоковић”, за приповетку, 2006.
- Награда Исак Самоковлија, за драму, 2005.

## Дела
- Змије, приповетке, КОВ, Вршац, 1999;
- Кад је желети још помагало, приповетке, Народна књига, Београд, 2003;
- Дозивање ђавола, роман, Народна књига, Београд, 2004;
- Господар времена: роман о врлини смисла, Драслар партнер, Београд, 2007;
- Кад је желети још помагало: драма у четири слике, Међурепубличка заједница за културу, Пљевља, 2007;
- Доживљаји тигрића Фрктала, сликовница за децу, лично издање, Београд, 2003;
- Доживљаји ланета Зврка, лично издање, Београд, 2003;